# Aleksiej Okładnikow
Aleksiej Pawłowicz Okładnikow (ros. Алексей Павлович Окладников, ur. 20 września?/3 października 1908 we wsi Konstantinowszczyna w guberni irkuckiej (obecnie wieś Konstantinowka w obwodzie irkuckim), zm. 18 listopada 1981 w Nowosybirsku) – rosyjski archeolog, historyk i etnograf.

## Życiorys
Urodził się w rodzinie chłopskiej. W 1925 skończył szkołę średnią, potem uczył się w Irkuckim Technikum Pedagogicznym, po czym w 1929 przeniósł się na Wydział Historyczny Irkuckiego Instytutu Pedagogicznego. W 1928 rozpoczął badania archeologiczne, brał udział w ekspedycjach naukowych, m.in. w rejonie rzek Angary i Amur i miasta Brack, po ekspedycji z 1935 przeniósł się do Leningradu, gdzie w 1938 ukończył studia w Instytucie Historii i Kultury Materialnej i do 1961 pracował w tym instytucie. W roku 1936 kierował ekspedycją archeologiczną i odkrył stanowisko Buret´ nad Angarą. W 1938 brał udział w ekspedycji na terytorium Uzbekistanu,  w trakcie której m.in. znalazł pozostałości neandertalczyka w grocie Teszik Tasz. W latach 1940–1945 kierował ekspedycją historyczno-archeologiczną w Jakucji. W 1947 otrzymał tytuł doktora nauk historycznych, a w 1962 profesora. Po utworzeniu w 1961 Syberyjskiego Oddziału Akademii Nauk ZSRR przeniósł się do Nowosybirska, gdzie został zastępcą dyrektora Instytutu Ekonomii i Organizacji Produkcji Przemysłowej Syberyjskiego Oddziału Akademii Nauk ZSRR, jednocześnie w latach 1962–1981 był profesorem i kierownikiem katedry historii ogólnej Nowosybirskiego Uniwersytetu Państwowego, w grudniu 1966 zorganizował i został kierownikiem Instytutu Historii, Filologii i Filozofii Syberyjskiego Oddziału Akademii Nauk ZSRR, którym kierował do końca życia. Prowadził badania na Syberii, Dalekim Wschodzie, Azji Środkowej i Mongolii, w 1949, od 1960 do 1964 i 1966–1981 kierował ekspedycjami do Mongolii, a w latach 1966–1973 i 1975–1981 radziecko-mongolską ekspedycją historyczno-kulturalną. Odkrył zabytki paleolitu w Mongolii. W 1964 został członkiem korespondentem, a w 1968 akademikiem Akademii Nauk ZSRR. Był członkiem zagranicznym Mongolskiej Akademii Nauk (1974), Węgierskiej Akademii Nauk (1976) i członkiem korespondentem Akademii Brytyjskiej (1962). 8 kwietnia 1974 otrzymał doktorat honoris causa UAM w Poznaniu.

## Odznaczenia i nagrody
- Złoty Medal „Sierp i Młot” Bohatera Pracy Socjalistycznej (2 października 1978)
- Order Lenina (trzykrotnie – 1967, 1975 i 1978)
- Order „Znak Honoru” (trzykrotnie – 1945, 1947 i 1954)
- Nagroda Stalinowska II klasy (1950)
- Nagroda Państwowa ZSRR (1973)
- Order Pracy (Węgierska Republika Ludowa, 1974)
- Order Czerwonego Sztandaru Pracy (Mongolska Republika Ludowa, 1978)

I medale.